# Ultra-Trail du Mont-Blanc
Ultra-Trail du Mont-Blanc (UTMB) – jeden z najtrudniejszych ultramaratonów terenowych w Europie. Uczestnicy muszą pokonać 170 kilometrów, a łączne przewyższenie wynosi 10000 m. Trasa wiedzie szlakami dookoła masywu Mont Blanc i przebiega przez trzy państwa: Szwajcarię, Francję i Włochy.
W tym samym okresie w Chamonix odbywa się osiem biegów:
- UTMB: Ultra-Trail du Mont-Blanc (170 km + 10000 m)
- CCC: Courmayeur - Champex - Chamonix (101 km + 6100 m)[2]
- TDS: Sur les Traces des Ducs de Savoie (145 km + 9100 m)
- OCC: Orsières - Champex - Chamonix (53 km + 3300 m)
- PTL: La Petite Trotte à Léon (ok. 300 km + 28000 m)
- MCC: Martigny-Combe to Chamonix (40km + 2350 m)
- ETC: (15km + 1200 m)
- YCC:( 15km + 1200 m) * bieg młodzieżowy

Łącznie uczestniczy w nich około 10 tysięcy biegaczy.
Rekordzistą trasy UTMB jest Jim Walmsley, który w 2023 r. przebiegł dystans w 19 h 37 min i 43 s. Najlepszy czas Polaka to 22 h 47 min 34  w 2024 roku, Kamil Leśniak zajął 15. miejsce., najlepsze miejsce wśród polaków osiągnął Piotr Hercog w 2015 był 10.